# Lamborghini Murciélago

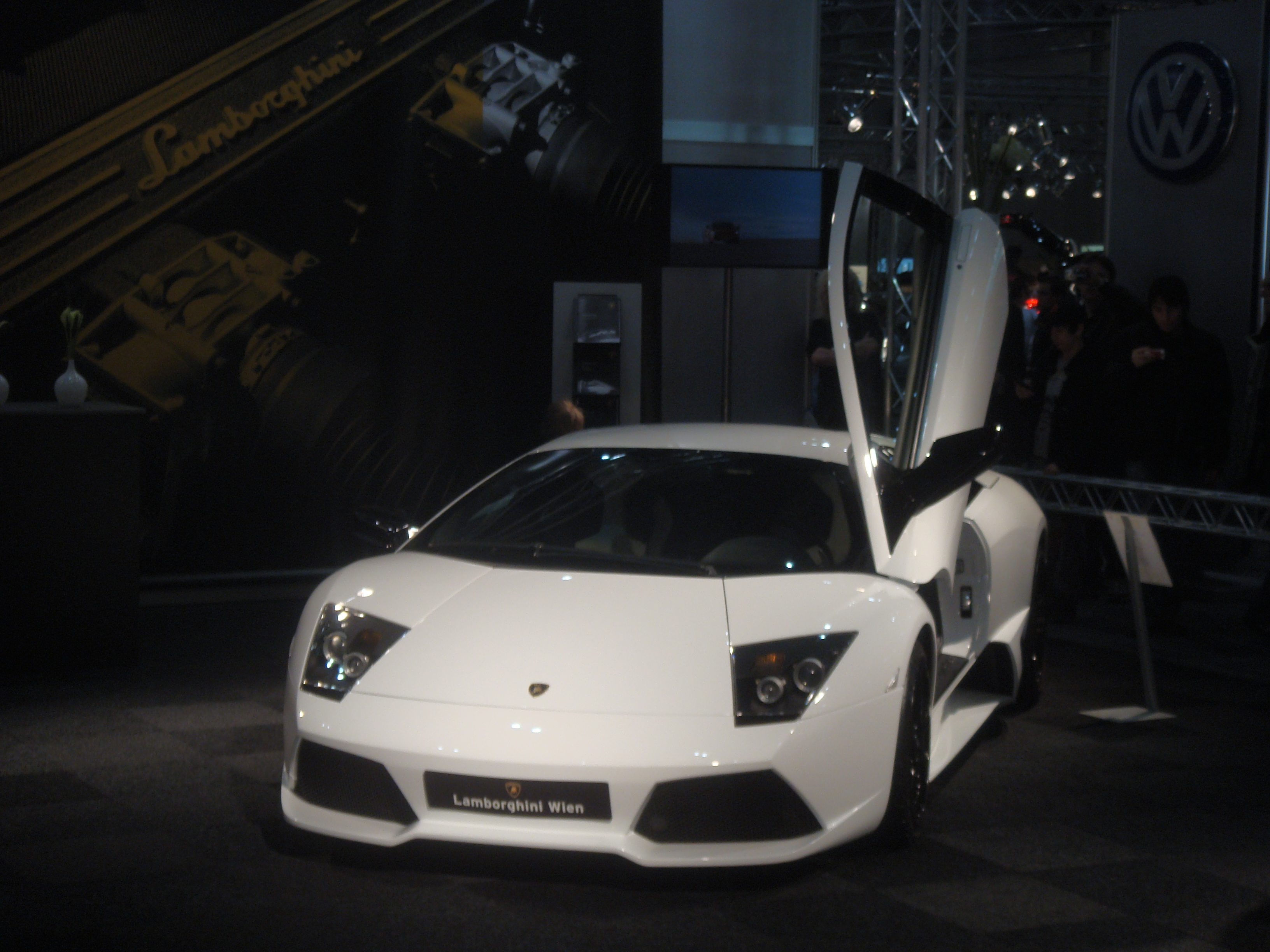

La Lamborghini Murciélago est une supercar du constructeur automobile italien Lamborghini. C'est la première voiture de la marque sous la direction d'Audi. Dessinée par Luc Donckerwolke, elle vise à concurrencer la 575M de Ferrari sur le segment des super-sportives. La Murciélago, sortie en 2002, succède à la Diablo dont elle reprend le moteur V12 dont la cylindrée est augmentée à 6,2 L. Celui-ci développe 580 chevaux. Une version roadster dite « Barchetta » de la Murciélago apparaît au printemps 2004.
La seconde génération de Murciélago apparaît en 2006 avec la LP640-4 et sa version roadster. Cette nouvelle Murciélago voit sa cylindrée augmentée à 6,5 litres pour une puissance de 640 ch. Une série spéciale appelée LP650-4 Roadster voit ensuite le jour ainsi qu'une version ultra-sportive, la LP670-4 SV, en automne 2009.

## Première génération

### Présentation
« Murciélago », chauve-souris en espagnol, est le nom d'un célèbre taureau ayant résisté à 24 coups d'épée en 1879 dans les arènes de Cordoue. Le matador a ainsi choisi d'épargner sa vie. Le taureau a ensuite été offert à Don Antonio Miura dont le nom a servi pour la Lamborghini Miura.
La première version n'était disponible qu'en carrosserie coupé deux places. Le constructeur présente en 2004 la version Roadster. Cette version diffère du coupé par la carrosserie de la partie arrière assez différente et son prix nettement plus élevé. Les caractéristiques mécaniques restent identiques.
Le moteur utilisé sur ce modèle est le V12 Bizzarrini de 6,2 litres de cylindrée développant 580 ch (427 kW). La transmission est intégrale permanente avec un joint central baptisé viscous traction que la Murciélago partage avec la Lamborghini Gallardo. Environ 10 % des exemplaires de la LP580 sont équipés d'une boîte manuelle à six rapports, tandis que les autres ont la boîte automatique E-Gear.
La voiture est équipée de divers accessoires comme le spoiler arrière orientable jusqu'à 70 degrés, des rétroviseurs qui se replient à très grande vitesse pour limiter la résistance aérodynamique et des prises d'air latérales qui, toujours de manière automatique, s'ouvrent pour garantir le volume d'air nécessaire au refroidissement du moteur.

## Seconde génération

### LP640-4
La Lamborghini Murciélago LP640 est présentée pour la première fois lors du salon automobile de Genève 2006. Cette seconde génération de Murciélago développée par Lamborghini sous le contrôle d'Audi, à qui Volkswagen a confié la marque italienne en 1998, prend un nom qui se réfère à son moteur comme sur la Gallardo : les lettres LP - Longitudinal Posteriore - indiquent l'emplacement du moteur et le 640 la puissance en chevaux.
La LP640 reprend le V12 Lamborghini de la première génération dont la cylindrée passe à 6,5 litres. La puissance du moteur augmente elle aussi à 640 ch tandis que la boîte robotisée E-Gear à 6 vitesses et simple embrayage est à présent proposée en option à 9 568 €. 88 exemplaires sur les 1 250 Murciélago LP640 coupée produites sont sortis d'usine dotés de la boîte manuelle : 52 ont été livrés en Europe, 23 aux États-Unis, 6 au Canada et 7 dans le reste du monde.

#### Design
Le nouveau design de la LP640 est inspiré des avions de chasses et bombardiers furtifs tel que le F-117 Nighthawk, il affiche des modifications principalement sur la partie avant. La nouvelle Murciélago arbore ainsi un nouveau pare-chocs avant avec de nouvelles entrées d'air ainsi que de nouvelles optiques de phares. Le pare-chocs arrière est aussi redessiné, l'ancienne double sortie d'échappement étant remplacée par une sortie unique de forme hexagonale.

#### Moteur et performances
Le nouveau bloc V12 toujours placé en position longitudinale arrière, passe de 6,2 à 6,5 litres avec une cylindrée de 6 496 cm3. La puissance maximale est de 640 ch à 8 000 tr/min et le couple atteint 660 N m à 6 000 tr/min. Cette augmentation de la puissance est en partie due au travail effectué sur les cylindres ainsi que sur les arbres à cames et l'échappement.
La LP640-4 atteint une vitesse maximale de 345 km/h. L'accélération de 0 à 100 km/h se fait à présent en 3,4 secondes contre 3,8 pour la première Murciélago. La consommation mixte moyenne est de 21,3 litres/100 km et les rejets de CO2 sont de 495 g/km.

#### Transmission
La transmission intégrale à visco-coupleur central dispose de barres autobloquantes sur les essieux avant et arrière. La boîte de vitesses manuelle à six rapports de série peut être remplacée par la boîte robotisée six-vitesses E-Gear à simple embrayage de la Gallardo, disponible en option.

### LP640-4 Roadster

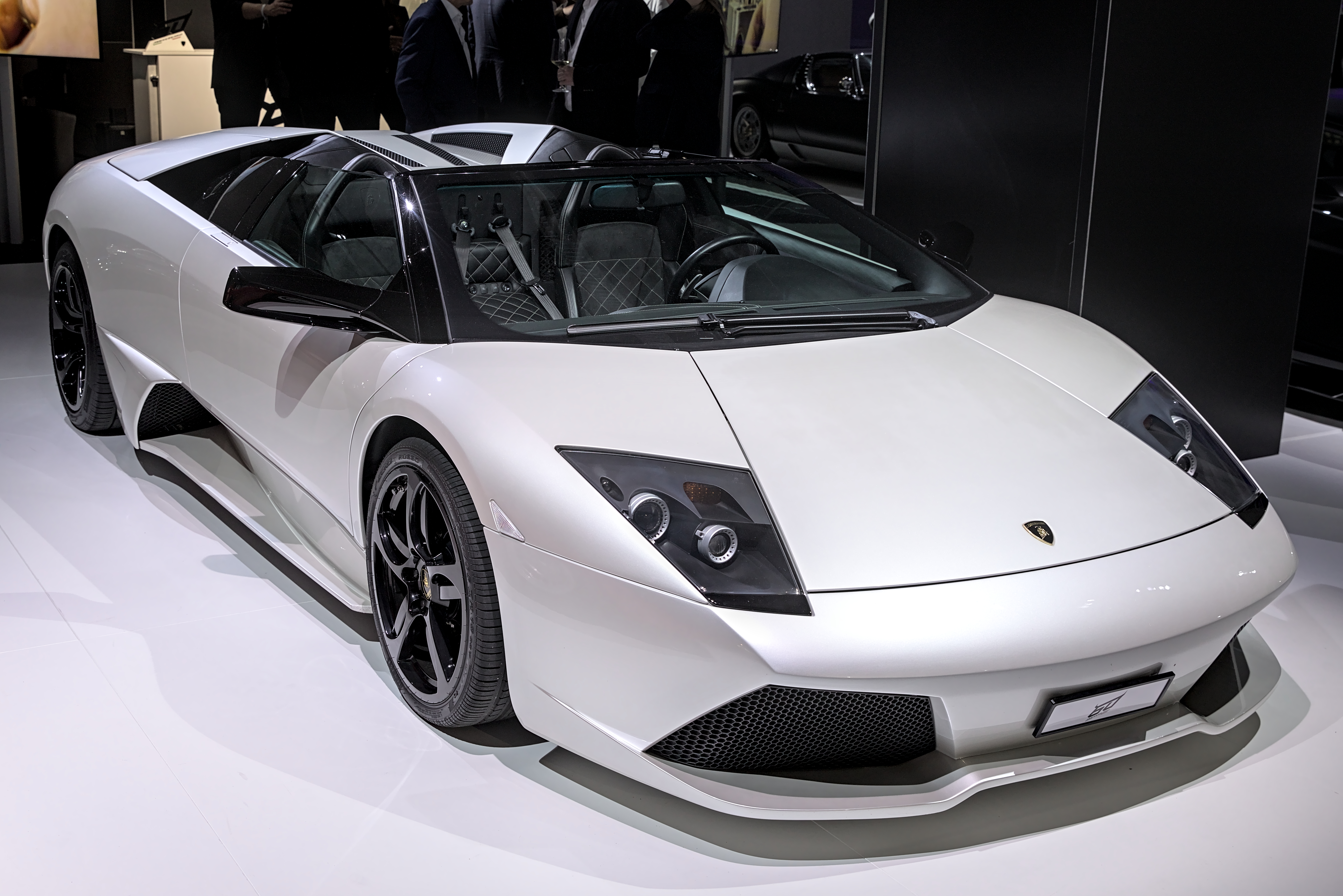
Le Roadster LP640.

### LP650-4 Roadster
Produite en édition limitée à cinquante exemplaires, cette voiture dispose de 650 ch à 8 000 tr/min pour un couple d'environ 58 mkg à 5 400 tr/min et atteint les 355 km/h. La voiture peut atteindre un régime maximum de 8 250 tr/min.

## LP670-4 SV
La LP670-4 SV — pour SuperVeloce — est une version ultra-sportive de la Murciélago LP. Elle est commercialisée à partir d'octobre 2009 à seulement 350 exemplaires (dont 28 à conduite à droite). Son moteur V12 de 6,5 L développe 670 chevaux à 8 000 tr/min (soit 103 ch/litre) pour un couple de 660 N m à 6 500 tr/min.
La SV est dotée de série de la boîte robotisée E-Gear à six rapports (en option sur la LP640) et de freins à disques carbone céramique, réduisant ainsi la distance de freinage de 160 à 0 km/h à 87,2 mètres. La vitesse maximale atteint, selon le constructeur, 342 km/h avec une accélération de 0 à 100 km/h en 3,2 s. Avec un poids de 1 565 kg, la SV s'allège d'une centaine de kilos par rapport à la LP640-4, le rapport poids/puissance passe à 2,33 kg/ch. Malgré sa puissance accrue, la consommation moyenne de la SV descend à 20,6 litres/100 km et ses rejets de CO2 à 480 g/km. Cinq exemplaires ont été produits en boîte mécanique.
Côté design, la LP670 reprend celui de la LP640 mais devient plus agressive notamment avec l'utilisation de la fibre de carbone pour les entrées d'air avant et latérales ainsi que pour l'aileron arrière. La SV est montée sur des jantes de 18 pouces accompagnées de pneus Pirelli Pzero Corsa.